# خورخي ماكفرلين
خورخي ماكفرلين (بالإسبانية: Jorge McFarlane) هو منافس ألعاب قوى بيروفي، ولد في 20 فبراير 1988 في ليما في بيرو.

## وصلات خارجية
- خورخي ماكفرلين على موقع الاتحاد الدولي لألعاب القوى (الإنجليزية)